# Рамнефальк, Мария Луиза
Сильвия Мария Луиза Рамнефальк (швед. Sylvia Marie Louise Ramnefalk; 21 марта 1941, Стокгольм — 6 октября 2008, Дандерюд) — шведская писательница, поэтесса, эссеист и литературный критик.

## Биография и творчество
Мария Луиза Рамнефальк родилась в 1941 году в Стокгольме, в семье Сида и Инес Рамнефальк. Окончив школу в 1959 году, она начала изучать право, но затем сменила специализацию и в 1964 году получила степень бакалавра в области литературы, в 1968 — степень лиценциата и в 1974 году — докторскую степень по литературе. Её диссертация была посвящена дидактическому аспекту лирики Харри Мартинсона, Гуннара Экелёфа и Карла Веннберга.
Литературный дебют Марии Луизы Рамнефальк состоялся в 1968 году с телеспектаклем «Hans mellan Peter och Sven-Åke». В 1975 году вышел её первый поэтический сборник, «Enskilt liv pågår», ироничный и сатирический. Второй сборник, «Någon har jag sett» (1979), повествует об утрате любимого мужа. Трагичная тема представлена в том же ироничном ключе: подобный стилистический приём позволял угадывать всю глубину отчаяния и смятения за внешней сдержанностью эмоций. Сборник получил исключительно благоприятные отзывы, и впоследствии Рамнефальк создала по его мотивам либретто для оперы, поставленной в 1988 году. Это была не единственная её работа в жанре оперного либретто. На протяжении нескольких лет Мария Луиза Рамнефальк сотрудничала с композитором Эскилем Хембергом, и они вместе создали оперу на тексты Роберта Грейвса в переводе Рамнефальк.
На протяжении 1980-х годов Мария Луиза Рамнефальк опубликовала три сборника стихотворений. Последним её стихотворным сборником стал «Lugna ner sig till det gråa» (2001), в котором она писала о своём отце и о постепенном распаде его личности из-за болезни Альцгеймера. Помимо литературного творчества, Рамнефальк преподавала в университетах Умео, Стокгольма и Карлстада; писала статьи на литературные темы, а также литературные рецензии и обзоры, в том числе для Aftonbladet и Svenska Dagbladet. Писательница также известна многочисленными сборниками эссе.
В 1999 году Мария Луиза Рамнефальк получила Премию Стена Хаглидена (Sten Hagliden-priset) за своё поэтическое творчество. Она умерла 6 октября 2008 года.